# Chasmomma minutum
Chasmomma minutum är en tvåvingeart som beskrevs av Kassebeer 2000. Chasmomma minutum ingår i släktet Chasmomma och familjen blomflugor.
Artens utbredningsområde är Elfenbenskusten. Inga underarter finns listade i Catalogue of Life.